# Giải quần vợt Úc Mở rộng 2018
Giải quần vợt Úc Mở rộng 2018 là một giải quần vợt được chơi ở sân Melbourne Park từ ngày 15 - 28 tháng 1 năm 2018. Đây là lần thứ 106 giải đấu được tổ chức cũng là lần thứ 50 tổ chức ở kỷ nguyên Mở rộng và là Grand Slam thứ 200 trong Kỷ nguyên Mở. Đây cũng đánh dấu là giải đấu Grand Slam đầu tiên trong năm. Giải đấu bao gồm các nội dung cho các tay vợt chuyên nghiệp trong các trận đấu đơn, đôi và đôi nam nữ. Các vận động viên trẻ và xe lăn được tham dự các trận đấu đơn và đôi. Cũng như những năm trước, giải đấu được tài trợ bởi Kia.
Roger Federer là đương kim vô địch nội dung đơn nam; Serena Williams là đương kim vô địch nội dung đơn nữ nhưng rút lui trước 1 tuần giải đấu, nói rằng cô không "hoàn toàn hồi phục 100%" sau khi sinh con gái vào tháng 9 năm 2017.

## Giải đấu

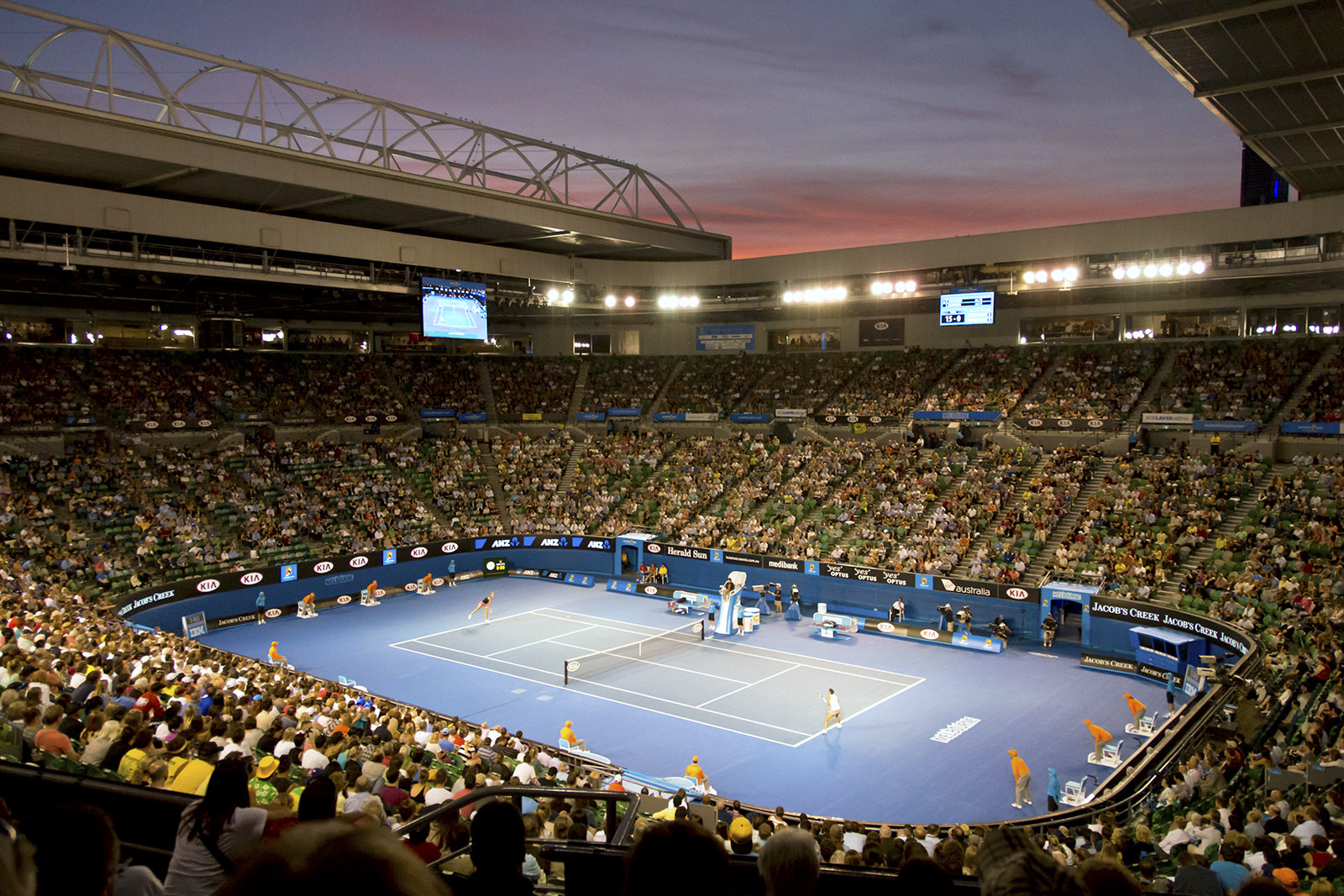
Rod Laver Arena where the Finals of the Australian Open will take place

Giải quần vợt Úc Mở rộng năm 2018 là lần thứ 105 và giải được tổ chức tại sân Melbourne Park ở Melbourne, Victoria, Úc.
Giải đấu được điều hành bởi Liên đoàn quần vợt quốc tế (ITF) và là một phần của ATP World Tour 2017 và WTA Tour 2017 theo lịch của thể loại Grand Slam. Giải đấu bao gồm các trận đấu đơn và đôi của nam và nữ cũng như nội dung đôi nam nữ. Giải cũng có các nội dung đơn và đôi dành cho các vận động viên nam trẻ và nữ trẻ (dưới 18 tuổi), là một phần của giải đấu loại A, và các nội dung đơn, đôi và quad dành cho các vận động viên nam và nữ quần vợt xe lăn và là một phần của NEC Tour dưới thể loại Grand Slam.
Giải đấu được chơi trên mặt sân cứng và diễn ra trên 25 sân, trong đó có 3 sân chính là: Rod Laver Arena, Hisense Arena và Margaret Court Arena.

## Điểm và tiền thưởng

### Phân phối điểm
Dưới đây là thống kê điểm xếp hạng cho mỗi hạng mục.

#### Vận động viên chuyên nghiệp
| Sự kiện | VĐ   | CK   | BK  | TK  | 1/16 | 1/32 | 1/64 | 1/128 | Q  | Q3 | Q2 | Q1 |
| Đơn nam | 2000 | 1200 | 720 | 360 | 180  | 90   | 45   | 10    | 25 | 16 | 8  | 0  |
| Đôi nam | 2000 | 1200 | 720 | 360 | 180  | 90   | 0    | —     | —  | —  | —  | —  |
| Đơn nữ  | 2000 | 1300 | 780 | 430 | 240  | 130  | 70   | 10    | 40 | 30 | 20 | 2  |
| Đôi nữ  | 2000 | 1300 | 780 | 430 | 240  | 130  | 10   | —     | —  | —  | —  | —  |

| Sự kiện  | VĐ  | CK  | BK/thứ 3 | TK/thứ 4 |
| Đơn      | 800 | 500 | 375      | 100      |
| Đôi      | 800 | 500 | 100      | —        |
| Đơn quad | 800 | 500 | 100      | —        |
| Đôi quad | 800 | 100 | —        | —        |

| Sự kiện | VĐ  | CK  | BK  | TK  | 1/16 | 1/32 | Q  | Q3 |
| Đơn nam | 375 | 270 | 180 | 120 | 75   | 30   | 25 | 20 |
| Đơn nữ  | 375 | 270 | 180 | 120 | 75   | 30   | 25 | 20 |
| Đôi nam | 270 | 180 | 120 | 75  | 45   | —    | —  | —  |
| Đôi nữ  | 270 | 180 | 120 | 75  | 45   | —    | —  | —  |

### Tiền thưởng
Tổng sô tiền giải thưởng Úc Mở rộng cho năm 2017 đã tăng 10% lên mức kỷ lục 55,000,000 A$.
| Nội dung     | VĐ          | CK          | BK          | TK        | 1/16      | 1/32      | 1/64     | 1/1281   | Q3       | Q2       | Q1      |
| Đơn          | A$4,000,000 | A$2,000,000 | A$1,200,000 | A$600,000 | A$250,000 | A$150,000 | A$80,000 | A$50,000 | A$30,000 | A$15,000 | A$7,500 |
| Đôi *        | A$750,000   | A$375,000   | A$185,000   | A$90,000  | A$45,000  | A$22,500  | A$14,000 | —        | —        | —        | —       |
| Đôi nam nữ * | A$160,000   | A$80,000    | A$40,000    | A$20,000  | A$10,000  | A$5,000   | —        | —        | —        | —        | —       |

1Tiền thưởng vòng loại cũng là tiền thưởng vòng 128.

*mỗi đội

## Nhà vô địch

### Chuyên nghiệp

#### Đơn nam
- Roger Federer thắng  Marin Čilić, 6–2, 6–7(5–7), 6–3, 3–6, 6–1

#### Đơn nữ
- Caroline Wozniacki thắng  Simona Halep, 7–6(7–2), 3–6, 6–4

#### Đôi nam
- Oliver Marach /  Mate Pavić thắng  Juan Sebastián Cabal /  Robert Farah, 6–4, 6–4

#### Đôi nữ
- Tímea Babos /  Kristina Mladenovic thắng  Ekaterina Makarova /  Elena Vesnina, 6–4, 6–3

#### Đôi nam nữ
- Gabriela Dabrowski /  Mate Pavić thắng  Tímea Babos /  Rohan Bopanna, 2–6, 6–4, [11–9]

### Trẻ

#### Đơn nam trẻ
- Sebastian Korda thắng  Tseng Chun-hsin, 7–6(8–6), 6–4

#### Đơn nữ trẻ
- Liang En-shuo thắng  Clara Burel, 6–3, 6–4

#### Đôi nam trẻ
- Hugo Gaston /  Clément Tabur thắng  Rudolf Molleker /  Henri Squire, 6–2, 6–2

#### Đôi nữ trẻ
- Liang En-shuo /  Wang Xinyu thắng  Violet Apisah /  Lulu Sun, 7–6(7–4), 4–6, [10–5]

### Xe lăn

#### Đơn nam xe lăn
- Shingo Kunieda thắng  Stéphane Houdet, 4–6, 6–1, 7–6(7–3)

#### Đơn nữ xe lăn
- Diede de Groot thắng  Yui Kamiji, 7–6(8–6), 6–4

#### Đơn quad xe lăn
- Dylan Alcott thắng  David Wagner, 7–6(7–1), 6–1

#### Đôi nam xe lăn
- Stéphane Houdet /  Nicolas Peifer thắng  Alfie Hewett /  Gordon Reid, 6–4, 6–2

#### Đôi nữ xe lăn
- Marjolein Buis /  Yui Kamiji thắng  Diede de Groot /  Aniek van Koot, 6–0, 6–4

#### Đôi quad xe lăn
- Dylan Alcott /  Heath Davidson thắng  Andrew Lapthorne /  David Wagner, 6–0, 6–7(5–7), [10–6]

## Hạt giống đơn

### Đơn nam
| Hạt giống | Hạng | Tên                   | Điểm trước | Điểm bảo vệ | Điểm giành được | Điểm sau | Trạng thái                             |
| --------- | ---- | --------------------- | ---------- | ----------- | --------------- | -------- | -------------------------------------- |
| 1         | 1    | Rafael Nadal          | 10,600     | 1,200       | 360             | 9,760    | Tứ kết; rút lui trước Marin Čilić [6]  |
| 2         | 2    | Roger Federer         | 9,605      | 2,000       | 2,000           | 9,605    | Vô địch, thắng Marin Čilić [6]         |
| 3         | 3    | Grigor Dimitrov       | 4,990      | 720         | 360             | 4,630    | Tứ kết; thua trước Kyle Edmund         |
| 4         | 4    | Alexander Zverev      | 4,610      | 90          | 90              | 4,610    | Vòng ba, thua Chung Hyeon              |
| 5         | 5    | Dominic Thiem         | 4,060      | 180         | 180             | 4,060    | Vòng 4 thua trước Tennys Sandgren      |
| 6         | 6    | Marin Čilić           | 3,805      | 45          | 1,200           | 4,960    | Á quân, thua Roger Federer [2]         |
| 7         | 7    | David Goffin          | 3,775      | 360         | 45              | 3,460    | Vòng hai, thua Julien Benneteau        |
| 8         | 9    | Jack Sock             | 2,960      | 90          | 10              | 2,880    | Vòng một, thua Yūichi Sugita           |
| 9         | 8    | Stan Wawrinka         | 3,060      | 720         | 45              | 2,385    | Vòng hai, thua Tennys Sandgren         |
| 10        | 11   | Pablo Carreño Busta   | 2,615      | 90          | 180             | 2,705    | Vòng 4 thua trước Marin Čilić [6]      |
| 11        | 12   | Kevin Anderson        | 2,610      | 0           | 10              | 2,620    | Vòng một, thua Kyle Edmund             |
| 12        | 10   | Juan Martín del Potro | 2,725      | 0           | 90              | 2,815    | Vòng ba, thua Tomáš Berdych [19]       |
| 13        | 13   | Sam Querrey           | 2,535      | 90          | 45              | 2,490    | Vòng hai, thua Márton Fucsovics        |
| 14        | 14   | Novak Djokovic        | 2,335      | 45          | 180             | 2,470    | Vòng 4 thua trước Chung Hyeon          |
| 15        | 15   | Jo-Wilfried Tsonga    | 2,320      | 360         | 90              | 2,050    | Vòng ba, thua Nick Kyrgios [17]        |
| 16        | 16   | John Isner            | 2,265      | 45          | 10              | 2,230    | Vòng một, thua Matthew Ebden           |
| 17        | 17   | Nick Kyrgios          | 2,260      | 45          | 180             | 2,395    | Vòng 4 thua trước Grigor Dimitrov [3]  |
| 18        | 18   | Lucas Pouille         | 2,235      | 10          | 10              | 2,235    | Vòng một, thua Ruben Bemelmans [Q]     |
| 19        | 20   | Tomáš Berdych         | 2,050      | 90          | 360             | 2,320    | Tứ kết; thua trước Roger Federer [2]   |
| 20        | 21   | Roberto Bautista Agut | 2,015      | 180         | 10              | 1,845    | Vòng một, thua Fernando Verdasco       |
| 21        | 22   | Albert Ramos Viñolas  | 1,845      | 10          | 90              | 1,925    | Vòng ba, thua Novak Djokovic [14]      |
| 22        | 23   | Milos Raonic          | 1,750      | 360         | 10              | 1,400    | Vòng một, thua Lukáš Lacko             |
| 23        | 28   | Gilles Müller         | 1,490      | 45          | 90              | 1,535    | Vòng ba, thua Pablo Carreño Busta [10] |
| 24        | 26   | Diego Schwartzman     | 1,675      | 45          | 180             | 1,810    | Vòng 4 thua trước Rafael Nadal [1]     |
| 25        | 25   | Fabio Fognini         | 1,715      | 45          | 180             | 1,850    | Vòng 4 thua trước Tomáš Berdych [19]   |
| 26        | 27   | Adrian Mannarino      | 1,625      | 10          | 90              | 1,705    | Vòng ba, thua Dominic Thiem [5]        |
| 27        | 29   | Philipp Kohlschreiber | 1,415      | 90          | 10              | 1,335    | Vòng một, thua Yoshihito Nishioka [PR] |
| 28        | 30   | Damir Džumhur         | 1,391      | 10          | 90              | 1,471    | Vòng ba, thua Rafael Nadal [1]         |
| 29        | 31   | Richard Gasquet       | 1,375      | 90          | 90              | 1,375    | Vòng ba, thua Roger Federer [2]        |
| 30        | 32   | Andrey Rublev         | 1,373      | 70+60       | 90+6            | 1,339    | Vòng ba, thua Grigor Dimitrov [3]      |
| 31        | 34   | Pablo Cuevas          | 1,345      | 10          | 45              | 1,380    | Vòng hai, thua Ryan Harrison           |
| 32        | 35   | Mischa Zverev         | 1,302      | 360         | 10              | 952      | Vòng một, rút lui trước Chung Hyeon    |

#### Người rút lui
| Hạng | Tên           | Điểm trước | Điểm bảo vệ | Điểm sau | Lý do              |
| ---- | ------------- | ---------- | ----------- | -------- | ------------------ |
| 19   | Andy Murray   | 2,140      | 180         | 1,960    | Chấn thương hông   |
| 24   | Kei Nishikori | 1,735      | 180         | 1,555    | Chấn thương cổ tay |

### Đơn nữ
| Hạt giống | Hạng | Tên                      | Điểm trước | Điểm bảo vệ | Điểm giành được | Điểm sau | Trạng thái                               |
| --------- | ---- | ------------------------ | ---------- | ----------- | --------------- | -------- | ---------------------------------------- |
| 1         | 1    | Simona Halep             | 6,425      | 10          | 1,300           | 7,715    | Á quân, thua Caroline Wozniacki [2]      |
| 2         | 2    | Caroline Wozniacki       | 6,095      | 130         | 2,000           | 7,965    | Vô địch, thắng Simona Halep [1]          |
| 3         | 3    | Garbiñe Muguruza         | 6,050      | 430         | 70              | 5,690    | Vòng hai, thua Hsieh Su-wei              |
| 4         | 4    | Elina Svitolina          | 5,785      | 130         | 430             | 6,085    | Tứ kết; thua trước Elise Mertens         |
| 5         | 5    | Venus Williams           | 5,568      | 1,300       | 10              | 4,278    | Vòng một, thua Belinda Bencic            |
| 6         | 6    | Karolína Plíšková        | 5,445      | 430         | 430             | 5,445    | Tứ kết; thua trước Simona Halep [1]      |
| 7         | 7    | Jeļena Ostapenko         | 4,901      | 130         | 130             | 4,901    | Vòng ba, thua Anett Kontaveit [32]       |
| 8         | 8    | Caroline Garcia          | 4,385      | 130         | 240             | 4,495    | Vòng 4 thua trước Madison Keys [17]      |
| 9         | 10   | Johanna Konta            | 3,185      | 430         | 70              | 2,825    | Vòng hai, thua Bernarda Pera [LL]        |
| 10        | 9    | CoCo Vandeweghe          | 3,204      | 780         | 10              | 2,434    | Vòng một, thua Tímea Babos               |
| 11        | 11   | Kristina Mladenovic      | 2,935      | 10          | 10              | 2,935    | Vòng một, thua Ana Bogdan                |
| 12        | 12   | Julia Görges             | 2,825      | 70          | 70              | 2,825    | Vòng hai, thua Alizé Cornet              |
| 13        | 13   | Sloane Stephens          | 2,803      | 0           | 10              | 2,813    | Vòng một, thua Zhang Shuai               |
| 14        | 15   | Anastasija Sevastova     | 2,600      | 130         | 70              | 2,540    | Vòng hai, thua Maria Sharapova           |
| 15        | 18   | Anastasia Pavlyuchenkova | 2,485      | 430         | 70              | 2,125    | Vòng hai, thua Kateryna Bondarenko       |
| 16        | 19   | Elena Vesnina            | 2,220      | 130         | 70              | 2,160    | Vòng hai, thua Naomi Osaka               |
| 17        | 20   | Madison Keys             | 2,214      | 0           | 430             | 2,644    | Tứ kết; thua trước Angelique Kerber [21] |
| 18        | 17   | Ashleigh Barty           | 2,486      | 130         | 130             | 2,486    | Vòng ba, thua Naomi Osaka                |
| 19        | 21   | Magdaléna Rybáriková     | 2,141      | (18)        | 240             | 2,363    | Vòng 4 thua trước Caroline Wozniacki [2] |
| 20        | 24   | Barbora Strýcová         | 1,940      | 240         | 240             | 1,940    | Vòng 4 thua trước Karolína Plíšková [6]  |
| 21        | 16   | Angelique Kerber         | 2,491      | 240         | 780             | 3,031    | Bán kết, thua Simona Halep [1]           |
| 22        | 25   | Daria Kasatkina          | 1,905      | 10          | 70              | 1,965    | Vòng hai, thua Magda Linette             |
| 23        | 23   | Daria Gavrilova          | 1,990      | 240         | 70              | 1,820    | Vòng hai, thua Elise Mertens             |
| 24        | 26   | Dominika Cibulková       | 1,860      | 130         | 10              | 1,740    | Vòng một, thua Kaia Kanepi               |
| 25        | 27   | Peng Shuai               | 1,765      | 70          | 10              | 1,705    | Vòng một, thua Marta Kostyuk [Q]         |
| 26        | 35   | Agnieszka Radwańska      | 1,510      | 70          | 130             | 1,570    | Vòng ba, thua Hsieh Su-wei               |
| 27        | 28   | Petra Kvitová            | 1,708      | 0           | 10              | 1,718    | Vòng một, thua Andrea Petkovic           |
| 28        | 30   | Mirjana Lučić-Baroni     | 1,618      | 780         | 70              | 908      | Vòng hai, thua Aliaksandra Sasnovich     |
| 29        | 29   | Lucie Šafářová           | 1,650      | 70          | 130             | 1,710    | Vòng ba, thua Karolína Plíšková [6]      |
| 30        | 32   | Kiki Bertens             | 1,605      | 10          | 130             | 1,725    | Vòng ba, thua Caroline Wozniacki [2]     |
| 31        | 31   | Ekaterina Makarova       | 1,605      | 240         | 10              | 1,375    | Vòng một, thua Irina-Camelia Begu        |
| 32        | 33   | Anett Kontaveit          | 1,560      | 10+80       | 240+30          | 1,740    | Vòng 4 thua trước Carla Suárez Navarro   |

1. ↑  Rybáriková không tham dự Giải quần vợt Úc Mở rộng 2017. Vì thế, thành tích tốt thứ 16 của cô trong 12 tháng trước giải năm 2018 sẽ bị trừ đi khỏi điểm thứ hạng.

#### Người rút lui
| Hạng | Tên                 | Điểm trước | Điểm bảo vệ | Điểm sau | Lý do                   |
| ---- | ------------------- | ---------- | ----------- | -------- | ----------------------- |
| 14   | Svetlana Kuznetsova | 2,702      | 240         | 2,462    | Chấn thương cổ tay trái |
| 22   | Serena Williams     | 2,000      | 2,000       | 0        | Nghỉ thai sản           |

## Hạt giống đôi
| Cặp                   | Cặp                    | Hạng1 | Hạt giống |
| --------------------- | ---------------------- | ----- | --------- |
| Łukasz Kubot          | Marcelo Melo           | 2     | 1         |
| Henri Kontinen        | John Peers             | 7     | 2         |
| Jean-Julien Rojer     | Horia Tecău            | 15    | 3         |
| Pierre-Hugues Herbert | Nicolas Mahut          | 17    | 4         |
| Jamie Murray          | Bruno Soares           | 19    | 5         |
| Bob Bryan             | Mike Bryan             | 24    | 6         |
| Oliver Marach         | Mate Pavić             | 34    | 7         |
| Raven Klaasen         | Michael Venus          | 40    | 8         |
| Feliciano López       | Marc López             | 44    | 9         |
| Rohan Bopanna         | Édouard Roger-Vasselin | 45    | 10        |
| Juan Sebastián Cabal  | Robert Farah           | 50    | 11        |
| Pablo Cuevas          | Horacio Zeballos       | 55    | 12        |
| Santiago González     | Julio Peralta          | 57    | 13        |
| Ivan Dodig            | Fernando Verdasco      | 71    | 14        |
| Marcin Matkowski      | Aisam-ul-Haq Qureshi   | 71    | 15        |
| Rajeev Ram            | Divij Sharan           | 72    | 16        |

| Cặp                | Cặp                         | Hạng1 | Hạt giống |
| ------------------ | --------------------------- | ----- | --------- |
| Latisha Chan       | Andrea Sestini Hlaváčková   | 6     | 1         |
| Ekaterina Makarova | Elena Vesnina               | 6     | 2         |
| Ashleigh Barty     | Casey Dellacqua             | 20    | 3         |
| Lucie Šafářová     | Barbora Strýcová            | 21    | 4         |
| Tímea Babos        | Kristina Mladenovic         | 33    | 5         |
| Gabriela Dabrowski | Xu Yifan                    | 34    | 6         |
| Kiki Bertens       | Johanna Larsson             | 41    | 7         |
| Hsieh Su-wei       | Peng Shuai                  | 46    | 8         |
| Andreja Klepač     | María José Martínez Sánchez | 48    | 9         |
| Irina-Camelia Begu | Monica Niculescu            | 55    | 10        |
| Shuko Aoyama       | Yang Zhaoxuan               | 55    | 11        |
| Raquel Atawo       | Anna-Lena Grönefeld         | 57    | 12        |
| Nicole Melichar    | Květa Peschke               | 58    | 13        |
| Chan Hao-ching     | Katarina Srebotnik          | 59    | 14        |
| Alicja Rosolska    | Abigail Spears              | 59    | 15        |
| Barbora Krejčíková | Kateřina Siniaková          | 61    | 16        |

### Đôi nam nữ
| Cặp                       | Cặp                    | Hạng1 | Hạt giống |
| ------------------------- | ---------------------- | ----- | --------- |
| Latisha Chan              | Jamie Murray           | 10    | 1         |
| Casey Dellacqua           | John Peers             | 13    | 2         |
| Ekaterina Makarova        | Bruno Soares           | 13    | 3         |
| Květa Peschke             | Henri Kontinen         | 23    | 4         |
| Tímea Babos               | Rohan Bopanna          | 26    | 5         |
| Andrea Sestini Hlaváčková | Édouard Roger-Vasselin | 31    | 6         |
| Chan Hao-ching            | Michael Venus          | 32    | 7         |
| Gabriela Dabrowski        | Mate Pavić             | 34    | 8         |

- 1 Tính tới 8 tháng 1 năm 2018.

## Rút lui
Các cầu thủ sau được chấp nhận trực tiếp vào giải đấu chính, nhưng đã rút lui vì chấn thương hoặc vì các lý do khác.
Trước giải đấu
| Đơn nam - Steve Darcis → thay thế bởi Gerald Melzer - Filip Krajinović →thay thế bởi Peter Polansky - Lu Yen-hsun → thay thế bởi Matteo Berrettini - Andy Murray → thay thế bởi Marcos Baghdatis - Kei Nishikori → thay thế bởi Rogério Dutra Silva | Đơn nữ - Timea Bacsinszky → thay thế bởi Jana Čepelová - Margarita Gasparyan → thay thế bởi Bernarda Pera - Ana Konjuh → thay thế bởi Viktoriya Tomova - Svetlana Kuznetsova → thay thế bởi Richèl Hogenkamp - Laura Siegemund → thay thế bởi Sofia Kenin - Sara Sorribes Tormo → thay thế bởi Nicole Gibbs - Serena Williams → thay thế bởi Misa Eguchi - Zheng Saisai → thay thế bởi Mariana Duque Mariño |